# Голдратт, Элияху
Элияху Моше Голдратт (также Гольдрат, ивр. אליהו משה גולדרט‎; 31 марта 1947, Британский мандат в Палестине — 11 июня 2011, Израиль) — израильский физик,  бизнес-консультант и исследователь технологий производства, создатель теории ограничений (TOC — Theory of Constraints), метода критической цепи и других бизнес-инструментов. 
Сын журналиста и политического деятеля Авраама Иехуды Голдрата и его жены Сары. Он получил степень бакалавра наук в Университете Тель-Авива, а также степень магистра наук и доктора наук в Университете Бар-Илан в Рамат-Гане.
Э. Голдратт прославился как автор нескольких бестселлеров в сфере деловой научно-популярной литературы. Имел степень бакалавра наук в области физики Тель-Авивского университета и степень магистра и доктора философии в Бар-Иланском университете. C конца семидесятых Э. Голдратт работал в компании в сфере программного обеспечения для оптимизации технологии производства (ОПТ).
Э. Голдратт опубликовал ряд книг в области бизнеса и теории ограничений, как правило, в форме бизнес-романа. Наиболее популярная книга «Цель» (англ.) впервые издана в 1984 году и затем переведена на многие языки. Именно она принесла автору мировую известность и помогла утвердиться Теории ограничений.
Скончался 11 июня 2011 года от рака легких.